# 雷米希县
雷米希县（德语：Kanton Remich；法语：canton de Remich；卢森堡语：Kanton Réimech）是卢森堡东部的一个县，首府雷米希。 
在2015年卢森堡废除区之前，雷米希县曾属于格雷文马赫区。 

## 行政区划
雷米希县由以下八个市镇组成： 
- 布斯
- 达尔海姆
- 伦宁根
- 蒙多夫莱班
- 雷米希
- 申根
- 施塔特布雷迪穆斯
- 瓦尔德布雷迪穆斯

## 合并
- 2012年1月1日，旧市镇比尔默朗日和韦伦施泰因（均来自雷米希县）并入市镇申根。扩张申根的法律于2011年5月30日获得通过。[2][3]